# Testament de l'Yser
Le testament de l'Yser (en néerlandais IJzertestament) est une lettre ouverte que des soldats flamands du front, membres du Mouvement du Front (Frontbeweging) (et qui assisteront plus tard à la naissance du pèlerinage de l'Yser), ont écrit au roi Albert I de Belgique pour exprimer leur mécontentement sur la façon dont les Flamands furent traités par les officiers francophones.  Pendant les quatre années de la guerre de tranchée sur l'Yser, les flamands représentaient 70 % des victimes.  Le commandement et son chef suprême, le roi, refusèrent même de faire appliquer à l'armée la législation linguistique minimale existante.  Les officiers n'employaient que le français, une situation qui entraîna l'application de sanctions sévères à l'égard des soldats flamands pour le seul fait de parler néerlandais au front.
Dans la lettre, on rappela au roi les paroles qu'il avait prononcées, faisant appel aux Flamands et Wallons pour rejoindre l'armée : 
« Souvenez-vous, Flamands, de la bataille des Éperons d'Or, et vous, Wallons de Liège, qui êtes en ce moment à l'honneur, des Six cents Franchimontois. »
Ces propos furent interprétés comme la reconnaissance par le roi d'une identité flamande et comme son consentement à l'extension de droits linguistiques et culturels, tout en reconnaissant la langue néerlandaise comme officielle et véhiculaire.  Les auteurs de la lettre ont dit se sentir gravement induits en erreur par les mots du roi.  La lettre conclut par la demande d'une armée flamande séparée et d'une administration néerlandophone en Flandre.  Les auteurs exigèrent une promesse officielle garantissant une « complète égalité et de plein droit » pour les Flamands après la guerre, tout en implorant le Roi : 
« vous êtes le seul, Ô Roi, en qui nous croyons encore. »
La lettre ouverte conduisit à des enquêtes approfondies dans les unités sur les auteurs et leur modus operandi.

## Extraits de la lettre ouverte au Roi de la Belgique, Albert I
« [...] Plein de confiance en vous qui, au début de la Grande Guerre, aviez reconnu les Flamands à la bataille des éperons d'or, nous venons à vous, nous, les soldats flamands, l'armée flamande, l'armée de l'Yser, pour vous dire que nous versons notre sang pour garder notre pays, cependant, sans que celui-ci sert à mettre aux fers notre peuple encore davantage, mais pour essayer de le faire respirer d’une façon plus libre. [...] »

« [...] À partir de 1830 a commencé l'histoire de souffrance du peuple flamand. Notre nation est attardée, blessée et tombée profondément.  En Belgique, tout est pour les Wallons, rien pour les Flamands. [...] »

« [...] Nous, soldats flamands, nous souffrons pour le fait d’être Flamand.  Nous sommes dirigés par des officiers qui ne comprennent pas notre langue, qui ne veulent pas la comprendre, qui la méprisent même. [...] »

« [...] Les gens officiels sont opposés à nous, disant à qui voulait l’entendre, que le temps du mouvement flamand est révolu, de sorte que la Belgique, et donc la Flandre, sera romane.  Pourtant, ils vont raconter que nous, les Flamands, nous ne luttons pas pour la liberté, pour l’égalité, plus pour la pleine reconnaissance intégrale de notre droit flamand, mais pour la latinité, pour la victoire de la culture française.  Maeterlinck et beaucoup d'autres vont à l’étranger pour parler dans de salles splendides ou ils écrivent dans une chambre chaude et riche pour menacer notre nation et, en même temps, nous voyons tomber nos héros flamands avec un dernier son flamand sur les lèvres, étendus sur le champ froid, pour racheter la liberté de leur pays et de leur peuple.  N’ont-ils pas de respect pour le sang flamand ? [...] »

« [...] Par la faute de notre gouvernement, les Allemands ont pu installer une université flamande à Gand.  Les Flamands ont accepté, ils ont bien fait. »